# Бер (Алије)
Бер (фр. Bert) насеље је и општина у централној Француској у региону Оверња, у департману Алије која припада префектури Виши.
По подацима из 2011. године у општини је живело 261 становника, а густина насељености је износила 10,81 становника/km². Општина се простире на површини од 24,15 km². Налази се на средњој надморској висини од 314 метара (максималној 487 m, а минималној 285 m).

## Демографија
| 1962. | 1968. | 1975. | 1982. | 1990. | 1999. | 2011. |
| ----- | ----- | ----- | ----- | ----- | ----- | ----- |
| 481   | 514   | 415   | 410   | 315   | 273   | 261   |

График промене броја становника у току последњих година